# Горосабель, Андони
Андони Горосабель Эспиноса (исп. Andoni Gorosabel Espinosa; 4 августа 1996, Мондрагон, Испания) — испанский футболист, защитник клуба «Атлетик Бильбао».

## Клубная карьера

### «Реал Сосьедад»
Горосабель родился в городе Мондрагон, Страна Басков и занимался в академиях «Аречавалета» и «Реал Сосьедада». 11 июля 2014 года он отправился в аренду в клуб «Беасайн», который выступал в четвёртом дивизионе Испании.
После возвращения из аренды Андони отправили в молодёжную команду «Реал Сосьедад C», которая также выступала в четвёртом дивизионе. 9 июля 2016 года он перешёл в команду третьего дивизиона «Реал Унион» на правах аренды.
16 июня 2017 года Горосабель продлил контракт с «Реал Сосьедадом» до 2019 года и был отправлен в резервную команду «Реал Сосьедад B», выступающую в третьем дивизионе. 21 сентября 2017 года Андони дебютировал за основную команду «бело-голубых» в матче чемпионата Испании против «Леванте».
5 декабря 2017 года Горосабель продлил контракт с «Реал Сосьедадом» до 2021 года и провёл остаток сезона в качестве запасного игрока. В июле 2018 года команду покинули Альваро Одриосола и Карлос Мартинес, что позволило Горосабелю стать игроком основного состава.
В марте 2022 года Андони достиг отметки в сто матчей за «Реал Сосьедад».

### «Алавес»
11 августа 2023 года Горосабель подписал контракт на один год с клубом «Алавес». 14 августа 2023 года он дебютировал за новый клуб в матче чемпионата Испании против клуба «Кадис».

## Достижения
«Реал Сосьедад»
- Обладатель Кубка Испании: 2019/20